# Девід Пейч
Девід Пейч (* 25 червня 1954, Лос-Анджелес) — американський музикант, піанист, композитор, один з засновників лос-анджелеського гурту «Toto».